# Andrew Dawson
Andrew Dawson (Paramaribo, 15 februari 1981) is een Nederlands basketballer.

## Erelijst
Nederland
- 2x Landskampioen (2008, 2009)